# Mostra internazionale del Nuovo Cinema di Pesaro
La Mostra internazionale del Nuovo Cinema di Pesaro (Pesaro Film Festival) è uno dei più importanti festival cinematografici italiani.
Ideata e progettata a Roma da Lino Micciché e da Bruno Torri alla fine del 1964, ma realizzata a Pesaro fin dalla prima edizione (29 maggio – 6 giugno 1965), la Mostra è promossa, finanziata e gestita dalla Fondazione Pesaro Nuovo Cinema Onlus con il contributo del Comune di Pesaro, della Provincia di Pesaro e Urbino, della Regione Marche, del Ministero per i Beni e le Attività Culturali, del Programma Media dell'Unione Europea. Nel corso del tempo, accanto alle edizioni principali la Mostra pesarese ha realizzato numerose iniziative collaterali: contemporaneamente alla Mostra, l'Evento speciale, dedicato al cinema italiano; in autunno, inizialmente ad Ancona, poi sempre a Pesaro, la Rassegna internazionale retrospettiva; ancora in autunno il Convegno internazionale di studi sul cinema, inizialmente a Urbino, poi a Pesaro, e manifestazioni cinematografiche varie, in molte città marchigiane ma anche a Roma, New York, Berlino e Parigi.

## Mission
Fin dalle origini l'obiettivo è stato quello di realizzare una rassegna non agonistica di opere prime, nel senso non anagrafico della definizione ma in quello di nuove scelte e nuove strade capaci di avviare processi di rinnovamento, di crescita, di maturazione, di evoluzione del cinema. Si è insomma inteso da sempre non solo registrare ciò che di nuovo fanno soprattutto i giovani registi, ma contribuire a renderlo conoscibile e meglio comprensibile a tutti coloro che condividono patrimoni ideali, esigenze culturali, tensione a rompere equilibri cristallizzati dalla consuetudine, dal conformismo e dall'interesse: una mostra, dunque, più per che del nuovo cinema. Modello esplicito e/o implicito di molte manifestazioni cinematografiche italiane (festival di Bergamo, Salsomaggiore, Torino ecc) e straniere (festival di Edimburgo, Rotterdam, Berlino ecc.), la mostra pesarese fece tesoro alle origini delle esperienze italiane del Festival del cinema latinoamericano di Santa Margherita Ligure, Sestri e Genova e della Mostra internazionale del cinema libero di Porretta Terme, nonché del modello della Semaine de la Critique, istituzioni tutte con le quali la mostra ebbe specifici rapporti e unità di intenti, nella difesa e nella promozione di un cinema ‘altro’.

## Storia

### Le prime edizioni della Mostra
Nelle prime quattro edizioni la Mostra divenne una sorta di punto di riferimento mondiale del rinnovamento cinematografico, con la partecipazione tra gli altri di Joris Ivens, Roberto Rossellini, Cesare Zavattini, Jean-Marie Straub, Bernardo Bertolucci, Jonas Mekas, Jerzy Skolimowski, Jean-Luc Godard, Pier Paolo Pasolini, Glauber Rocha; tra i più di cento film presentati nel quadriennio 1965-1968 figurano quasi tutti i maggiori risultati della Nová vlna cecoslovacca, molti titoli del nuovo cinema di Budapest, del cinema sovietico, polacco, romeno e tedesco-democratico meno conformista, del già più libero cinema iugoslavo come del più innovativo cinema del mondo occidentale (con film dal Canada e dagli Stati Uniti, dalla Gran Bretagna ma anche dalla Grecia, dal Belgio e dai Paesi scandinavi, non senza qualche titolo ‘di opposizione’ alle due dittature iberiche) con particolare riguardo al cinema francese della Nouvelle vague e dintorni, film dall'Oriente (soprattutto giapponesi, ma anche iraniani) e un nutrito gruppo di latinoamericani; oltre naturalmente, ma in misura minore, al gruppo dei film italiani.
Una conferma della ‘stagione d'oro' della Mostra pesarese costituita dal primo quadriennio furono poi gli incontri internazionali che annualmente vi si svolgevano: sia quelli sui concreti problemi della produzione, circolazione e diffusione del ‘nuovo cinema’ che ebbero luogo nel 1965, nel 1966 (in collaborazione con l'UNESCO), e nel 1967 come primo congresso del Centro internazionale per la diffusione del nuovo cinema, promosso dalla Mostra stessa; sia quelli dedicati a cineasti e/o cinematografie, generalmente organizzati in piccole rassegne specifiche, come Introduzione al nuovo cinema cecoslovacco (1965), Incontro col nuovo cinema tedesco (1966), Il New American Cinema (1967), Cinema latinoamericano: cultura come azione (1968, in occasione dell'anteprima mondiale de La hora de los hornos di Fernando E. Solanas e Octavio Getino), sia infine quelli più famosi "per una nuova critica", ovvero La critica e il nuovo cinema (1965), Per una nuova coscienza critica del linguaggio cinematografico (1966), Linguaggio e ideologia nel film (1967).
La prima stagione d'oro si chiuse con il Sessantotto, anno in cui – dopo la chiusura del Festival di Cannes contestato e interrotto dai cineasti – la Mostra fu la prima istituzione culturale italiana a essere contestata: ma la direzione spalancò le porte agli studenti e convocò un'assemblea davanti alla quale si dimise accettando un coordinamento tecnico che garantì la proiezione di tutti i film in programma ma non lo svolgimento delle iniziative collaterali.
La quinta Mostra, quella del 1969, fu spostata a settembre per il lungo lavorio di ricucitura istituzionale reso necessario dagli eventi del Sessantotto e, sulla carta, affidata a un Comitato ordinatore, composto da rappresentanti delle associazioni di base pesaresi; si trattò di un'edizione di passaggio, ancora molto simile alle precedenti, benché senza premi, cerimonie inaugurali e di chiusura. In programma trentadue lungometraggi (fra cui nove latinoamericani) e sedici cortometraggi (di cui dodici latinoamericani). Oltre ai latinoamericani, agli italiani (Pagine chiuse, 1968, di Gianni da Campo, Il rapporto, 1969, di Lionello Massobrio, Tabula rasa, 1969, di Gianpaolo Capovilla, Vieni, dolce morte, 1969, di Paolo Brunatto e i corti Nelda di Piero Bargellini e Lo spirito delle macchine di Franco Angeli), e ad altre produzioni europee e statunitensi, risultarono significative alcune opere filtrate attraverso le maglie, ristrettesi dopo la repressione praghese, della burocrazia esteuropea: film sovietici (di Sergej P. Urusevskij, Tolomush Okeev, Gleb A. Panfilov) nonché di cineasti magiari (Imre Gyöngyössy), romeni (Mircea Saucan) e bulgari (Georgi Stojanov). Si svolsero inoltre due brevi convegni: uno, Necessità e possibilità di un circuito alternativo, che portò alla decisione, attuata negli anni successivi, di sottotitolare e fare circolare alcuni film stranieri; l'altro, quasi obbligato dopo il Sessantotto, su Cinema e politica.

### La Mostra negli anni Settanta
Una svolta si verificò con la sesta edizione, nel 1970, quando la Mostra ribadì e rinnovò i suoi obiettivi programmatici: offrire materiale di studio e di valutazione critica del nuovo cinema; porsi come attivo centro promozionale di socializzazione del nuovo cinema. La conseguenza della prima indicazione fu che la Mostra prese a pubblicare per ogni film, o gruppo omologo di film, o rassegne retrospettive, altrettanti "Quaderni di documentazione" (ventuno nel 1970, nove nel 1971, tredici nel 1972, dodici nel 1973), con interviste, critiche, dichiarazioni, documenti, bibliografie e découpages desunti alla moviola, trasformandosi progressivamente in una casa editrice (solo alla fine degli anni Ottanta le pubblicazioni saranno affidate ad altri editori). Negli anni successivi infatti i Quaderni, molto richiesti da studiosi, critici e cinefili, raggiunsero una tiratura media di mille copie e divennero veri e propri volumi, come i quattro sul Neorealismo, quelli sugli anni Trenta, i due sugli anni Cinquanta.
A partire dagli anni Settanta, se nei programmi delle varie edizioni i film del ‘nuovo cinema’ hanno confermato la vocazione originaria della Mostra, le grandi retrospettive (dedicate per es. alla storia del cinema italiano, ad autori oppure a cinematografie nazionali e a movimenti) hanno attestato la nuova vocazione di studio, pur rispondendo sempre anche a un'esigenza politico-culturale: la retrospettiva dedicata alla Spagna nel 1977 è stata la prima del postfranchismo, quella del 1978 sulla Cina la prima nel mondo dopo la fine della Rivoluzione culturale. Gli anni successivi hanno esibito un'attenzione particolare alle tendenze dei vari Paesi: l'edizione 1979 della Mostra è stata dedicata al cinema degli Stati Uniti, quella del 1980 al cinema dell'Unione Sovietica, quella del 1981 al cinema dell'America Latina, quella del 1982 al cinema magiaro e iugoslavo, quella del 1983 al cinema asiatico, non solo cinese e giapponese ma, soprattutto, sudcoreano, filippino, indonesiano, malese, tailandese, vietnamita e di Hong Kong.

### La Mostra dagli anni Ottanta ad oggi
Accanto agli incontri pesaresi, dopo alcune sporadiche ma significative iniziative sparse nel territorio marchigiano, sono da segnalare negli anni Ottanta gli incontri di Ancona (Rassegna internazionale retrospettiva, prima edizione 1982) e i colloqui di Urbino (Seminario internazionale di studi teorici, prima edizione 1982), che si sono svolti lungo tutto il decennio per essere poi proseguiti – negli anni Novanta e oltre – a Pesaro, come manifestazione autunnale; dal 1987 si è aggiunto, parallelo alla Mostra, l'Evento speciale, una retrospettiva permanente del cinema italiano dedicata ora a periodi (da Risate di regime, sulla commedia anni Trenta, a Cinema italiano anni '90) ora ad autori (per es. Mario Monicelli, Dino Risi, Marco Ferreri, Vittorio De Sica ecc.), ora ad attori (tra cui Vittorio Gassman) o a generi (per es. La commedia all'italiana).
Nel 1989 Lino Micciché ha lasciato la direzione della Mostra, che aveva fondato e diretto per circa cinque lustri. Gli sono succeduti dapprima, per una edizione (1989), Marco Müller, che aveva collaborato a tutte le edizioni degli anni Ottanta; per nove edizioni (1990-1998) Adriano Aprà, che aveva collaborato (ufficio documentazione, Comitato ordinatore) a tutte le edizioni, dal 1966 al 1982 (sotto la sua direzione da ricordare l'ampia retrospettiva sul cinema indipendente americano nel 1991 e le due retrospettive dedicate alle forme cinematografiche sperimentali e alle tipologie del documentario: Il cinema e il suo oltre nel 1996 e Le avventure della non-fiction nel 1997); per un'edizione (1999) Andrea Martini, dal 2000 al 2014, Giovanni Spagnoletti (sotto la sua direzione da ricordare la retrospettiva Il cinema europeo del métissage nel 2000 e l'istituzione delle nuove sezioni dedicate rispettivamente al video, Proposte video, e al mediometraggio, Sessanta più o meno) e dal 2015 Pedro Armocida.